# Jessica Lange
Jessica Phyllis Lange (IPA /læŋ/; Cloquet, 20 aprile 1949) è un'attrice ed ex modella statunitense.
Attiva in campo cinematografico, televisivo e teatrale, la Lange è considerata tra le migliori attrici della sua generazione. È vincitrice di due Premi Oscar (il primo nella sezione miglior attrice non protagonista nel 1983 per la sua interpretazione in Tootsie e il secondo nel 1995 nella sezione miglior attrice protagonista per Blue Sky). Nel corso della sua carriera ha inoltre vinto tre Premi Emmy, cinque Golden Globe, uno Screen Actors Guild Award e un Tony Award. Nel 1998 la rivista Entertainment Weekly l'ha inserita nella lista delle "25 più grandi attrici degli anni '90".
Sul piccolo schermo ha acquisito molta notorietà per aver preso parte alla prima, seconda, terza, quarta e ottava stagione della serie televisiva American Horror Story, grazie alle quali si è aggiudicata un Golden Globe, uno Screen Actors Guild e due Premi Emmy, risultando tra le attrici più amate dalla critica e dal pubblico.
Insieme a Helen Hayes, Ingrid Bergman, Meryl Streep, Maggie Smith, Cate Blanchett e Renée Zellweger è una delle poche attrici ad avere conquistato il Premio Oscar sia come migliore attrice protagonista sia come non protagonista.

## Biografia
La Lange è nata a Cloquet, Minnesota, il 20 aprile 1949. Il padre, Albert John Lange, era un insegnante e commesso viaggiatore, e sua madre, Dorothy Firenze (nata Sahlman), era una casalinga. Ha due sorelle maggiori, Ann e Jane, e un fratello minore, George. La sua ascendenza paterna ha origine in Germania e nei Paesi Bassi, mentre la sua ascendenza materna è originaria della Finlandia e dell'Italia. A causa delle professioni del padre, la sua vita inizialmente è caotica. La famiglia si trasferisce oltre una dozzina di volte in varie città e paesi in Minnesota, prima di stabilirsi di nuovo nella sua città natale, dove si diploma alla Cloquet High School.
Nel 1967 ottiene una borsa di studio d'arte per studiare arte e fotografia presso l'Università del Minnesota, dove incontra e frequenta un fotografo spagnolo, Paco Grande, che sposa nel 1971. La Lange lascia il college per perseguire uno stile di vita più bohémien, scegliendo di viaggiare in tutti gli Stati Uniti e il Messico in un camioncino con Grande. Trasferitasi a Parigi, studia teatro e mimica, sotto la supervisione di Étienne Decroux. Pur condividendo un appartamento con Jerry Hall e Grace Jones, è scoperta dall'illustratore di moda Antonio Lopez e, successivamente, diventa una modella per l'agenzia di modelle Wilhelmina.
Nel 1973 torna negli Stati Uniti e inizia a lavorare a New York come cameriera. È scoperta a Hollywood dal produttore Dino De Laurentiis, che stava cercando di lanciare la sua prossima attrice di primo piano per il suo remake di King Kong (1976). Fa quindi il suo debutto cinematografico interpretando Dwan nel film King Kong (1976) che, malgrado un forte successo di botteghino, non riscuote molto consenso tra la critica. Successivamente recita nel film All That Jazz - Lo spettacolo comincia (1979) del maestro Bob Fosse, in una parte scritta su misura per lei.
L'attrice gira successivamente Il postino suona sempre due volte (1981) di Bob Rafelson, accanto a Jack Nicholson, film che per le scene di sesso e di violenza diventa un cult. Dopo essere stata la disinibita Cora Papadakis de Il postino suona sempre due volte, l'attrice interpreta una donna acqua e sapone nella commedia di Sydney Pollack Tootsie (1982), al fianco di Dustin Hoffman e Geena Davis: grazie a quest'interpretazione vince l'Oscar alla miglior attrice non protagonista. Quell'anno inizia la sua unione con lo scrittore, regista e attore Sam Shepard.

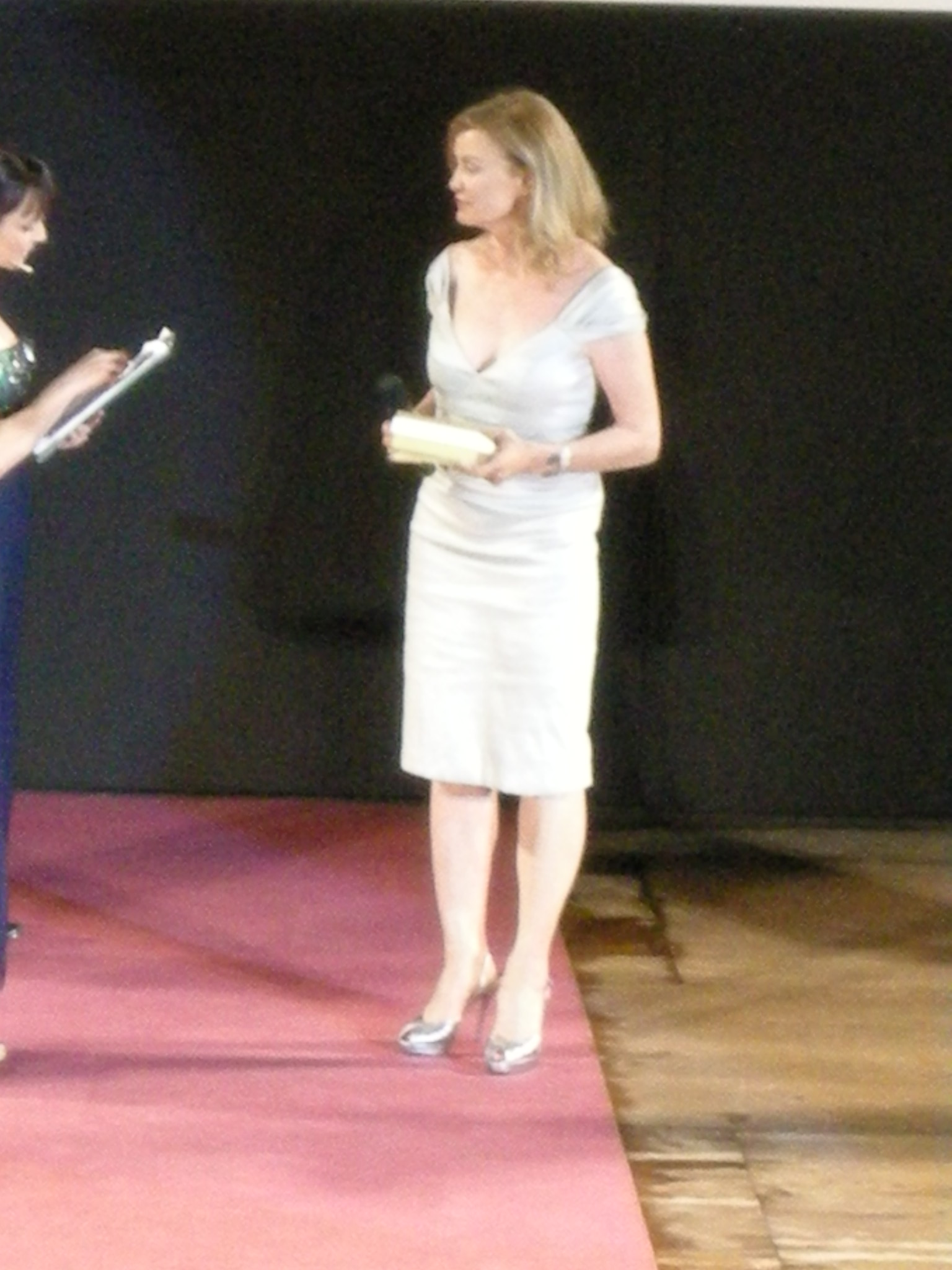
Jessica Lange al Taormina Film Festival 2009

Il successo continua con Frances (1982) e Sweet Dreams (1985). Nel primo interpreta l'attrice Frances Farmer, nel secondo la cantante country Patsy Cline, confermando definitivamente il suo talento drammatico. L'attrice sceglie quindi ruoli impegnati e dalla pronunciata forza drammatica. In Crimini del cuore (1986) è una donna piena di complessi e per l'occasione s'imbruttisce; Music Box - Prova d'accusa (1989) è una denuncia del nazismo, firmata da Costa-Gavras, nella quale interpreta un avvocato impegnato nel difendere suo padre, immigrato d'origine ungherese che viene accusato di aver arrestato, deportato e derubato degli ebrei durante la seconda guerra mondiale.
Gli anni novanta la vedono impegnata con il thriller Cape Fear - Il promontorio della paura (1991), diretto da Martin Scorsese, nel quale recita accanto a Nick Nolte, Robert De Niro e Juliette Lewis. Nel film Blue Sky (1994) interpreta una donna che vuole denunciare le conseguenze degli esperimenti nucleari nelle vicinanze di zone abitate negli anni cinquanta, film che le farà vincere il secondo Oscar. Da segnalare anche il film drammatico Segreti (1997), di Jocelyn Moorhouse, nel quale interpreta il ruolo di Ginny Cook Smith (sorella di Rose Cook Lewis, interpretata da Michelle Pfeiffer), alle prese con una dura storia familiare di violenze sessuali di un padre autoritario nei confronti delle figlie.

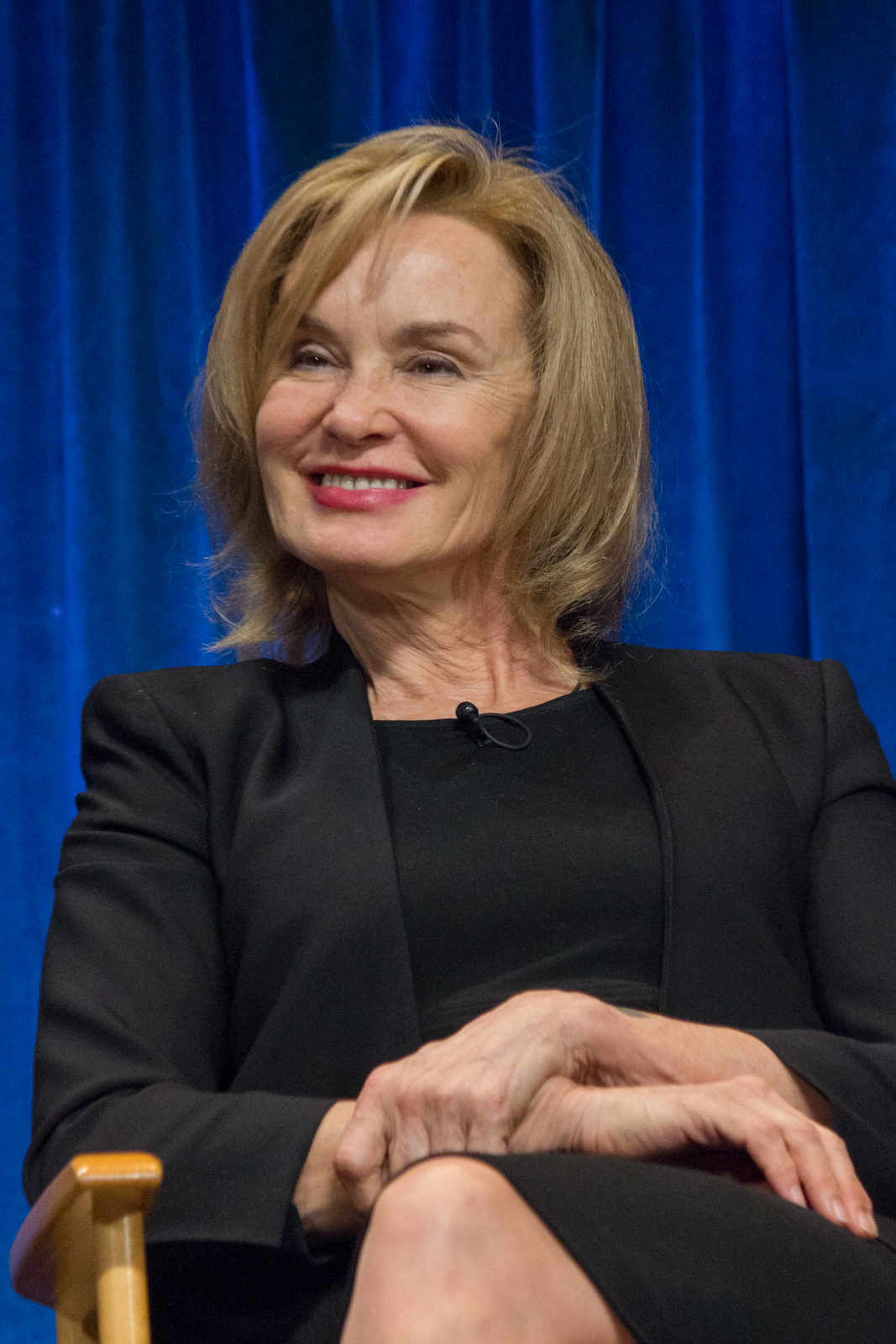
Jessica Lange nel 2013

Nel 2003 partecipa al film di Tim Burton Big Fish - Le storie di una vita incredibile, con Albert Finney. Nel 2005 interpreta Broken Flowers di Jim Jarmusch e Non bussare alla mia porta di Wim Wenders. Per la sua riuscita interpretazione dell'eccentrica protagonista (accanto a Drew Barrymore) nel film televisivo Grey Gardens - Dive per sempre (2009), si aggiudica un Emmy Award.
Nel 2011 ottiene uno straordinario successo grazie all'entrata nel cast della serie televisiva American Horror Story: nella prima stagione interpreta Constance Langdon, ruolo grazie al quale vince il Golden Globe come miglior attrice non protagonista in una serie televisiva e un Emmy Award; nella seconda stagione interpreta l'inflessibile suor Jude, ruolo grazie al quale viene candidata sia ai Premi Emmy sia ai Golden Globe; nella terza stagione veste invece i panni della controversa strega Fiona Goode, che le fa vincere un Emmy Award; infine partecipa alla quarta stagione dove interpreta l'avida Elsa Mars, direttrice di un circo. Anche per questo ruolo ottiene la candidatura ai Premi Emmy e ai Golden Globe.
Nel 2014 diventa inoltre il volto per la campagna pubblicitaria della linea cosmetica di Marc Jacobs. Nel 2017, dopo essere stata per 3 anni lontana dalle scene, torna a essere diretta da Ryan Murphy nella prima stagione della serie antologica Feud, vestendo i panni dell'attrice Joan Crawford. Grazie alla sua interpretazione, ottiene l'ottava candidatura ai Premi Emmy, la sedicesima ai Golden Globe e la quinta ai Critics' Choice Awards. Nel 2018 fa il suo ritorno nell'ottava stagione della serie televisiva American Horror Story, riprendendo i panni di Constance Langdon, personaggio della prima stagione. Grazie alla sua interpretazione, ottiene l'ottava candidatura ai Premi Emmy come miglior Guest Star in una serie drammatica.

## Vita privata
Nel 1968 si fidanza con il fotografo Francisco Paco Grande. I due si sposano nel 1970 e si separano qualche anno dopo per poi divorziare nel 1981; nel 1976 si lega al ballerino, coreografo e attore statunitense di origine russa Michail Baryšnikov, da cui ha una figlia, Aleksandra (1981); la loro relazione finisce nel 1982. Dal 1982 al 2009 è stata la compagna dell'attore Sam Shepard, da cui ha avuto due figli, Hannah Jane (1986) e Samuel Walker (1987). È nonna di due nipoti.

## Filmografia

### Cinema
- King Kong, regia di John Guillermin (1976)
- All That Jazz - Lo spettacolo comincia (All That Jazz), regia di Bob Fosse (1979)
- Ladre e contente (How to Beat the High Co$t of Living), regia di Robert Scheerer (1980)
- Il postino suona sempre due volte (The Postman Always Rings Twice), regia di Bob Rafelson (1981)
- Tootsie, regia di Sydney Pollack (1982)
- Frances, regia di Graeme Clifford (1982)
- Country, regia di Richard Pearce (1984)
- Sweet Dreams, regia di Karel Reisz (1985)
- Crimini del cuore (Crimes of the Heart), regia di Bruce Beresford (1986)
- Far North, estremo Nord (Far North), regia di Sam Shepard (1988)
- Un amore, una vita (Everybody's All-American), regia di Taylor Hackford (1988)
- Music Box - Prova d'accusa (Music Box), regia di Costa-Gavras (1989)
- Gli uomini della mia vita (Men Don't Leave), regia di Paul Brickman (1990)
- Cape Fear - Il promontorio della paura (Cape Fear), regia di Martin Scorsese (1991)
- La notte e la città (Night and the City), regia di Irwin Winkler (1992)
- Blue Sky, regia di Tony Richardson (1994)
- Lontano da Isaiah (Losing Isaiah), regia di Stephen Gyllenhaal (1995)
- Rob Roy, regia di Michael Caton-Jones (1995)
- Segreti (A Thousand Acres), regia di Jocelyn Moorhouse (1997)
- Obsession (Hush), regia di Jonathan Darby (1998)
- La cugina Bette (Cousin Bette), regia di Des McAnuff (1998)
- Titus, regia di Julie Taymor (1999)
- Prozac Nation, regia di Erik Skjoldbjærg (2001)
- Masked and Anonymous, regia di Larry Charles (2003)
- Big Fish - Le storie di una vita incredibile (Big Fish), regia di Tim Burton (2003)
- Broken Flowers, regia di Jim Jarmusch (2005)
- Non bussare alla mia porta (Don't Come Knocking), regia di Wim Wenders (2005)
- Neverwas - La favola che non c'è (Neverwas), regia di Joshua Michael Stern (2005)
- Quel che resta di mio marito (Bonneville), regia di Christopher N. Rowley (2006)
- La memoria del cuore (The Vow), regia di Michael Sucsy (2012)
- In Secret, regia di Charlie Stratton (2013)
- The Gambler, regia di Rupert Wyatt (2014)
- Wild Oats, regia di Andy Tennant (2016)
- Detective Marlowe (Marlowe), regia di Neil Jordan (2022)
- Long Day's Journey into Night, regia di Jonathan Kent (2025)

### Televisione
- La gatta sul tetto che scotta (Cat on a Hot Tin Roof), regia di Jack Hofsiss – film TV (1984)
- Terra di pionieri (O Pioneers!), regia di Glenn Jordan – film TV (1992)
- Un tram che si chiama Desiderio (A Streetcar Named Desire), regia di Glenn Jordan – film TV (1995)
- Normal, regia di Jane Anderson – film TV (2003)
- Sybil, regia di Joseph Sargent – film TV (2007)
- Grey Gardens - Dive per sempre, regia di Michael Sucsy – film TV (2009)
- American Horror Story – serie TV, 52 episodi (2011-2015; 2018)
- Horace and Pete – webserie, 3 episodi (2016)
- Feud – serie TV, 9 episodi (2017-in corso)
- The Politician – serie TV, 6 episodi (2019)
- The Great Lillian Hall, regia di Michael Cristofer – film TV (2024)

## Teatro
- La gatta sul tetto che scotta, (Broadway, (New York, 1984)
- Un tram che si chiama Desiderio, Ethel Barrymore Theatre (New York, 1992)
- Un tram che si chiama Desiderio, Haymarket Theatre (Londra, 1996-1997)
- Lungo viaggio verso la notte, Lyric Theatre (Londra, 2000)
- Lo zoo di vetro, Ethel Barrymore Theatre (New York, 2005)
- Lo zoo di vetro, Apollo Theatre (Londra, 2007)
- Lungo viaggio verso la notte, American Airlines Theatre (New York, 2016)
- Mother Play, Helen Hayes Theater (New York, 2024)

## Riconoscimenti
- Premio Oscar
  - 1983 – Candidatura per la migliore attrice per Frances
  - 1983 – Migliore attrice non protagonista per Tootsie
  - 1985 – Candidatura per la migliore attrice per Country
  - 1986 – Candidatura per la migliore attrice per Sweet Dreams
  - 1990 – Candidatura per la migliore attrice per Music Box - Prova d'accusa
  - 1995 – Migliore attrice protagonista per Blue Sky
- Golden Globe
  - 1983 – Candidatura per la migliore attrice in un film drammatico per Frances
  - 1983 – Migliore attrice non protagonista per Tootsie
  - 1985 – Candidatura per la migliore attrice in un film drammatico per Country
  - 1990 – Candidatura per la migliore attrice in un film drammatico per Music Box – Prova d'accusa
  - 1993 – Candidatura per la migliore attrice in una miniserie o film televisivo per O Pioneers!
  - 1995 – Migliore attrice in un film drammatico per Blue Sky
  - 1996 – Migliore attrice in una miniserie o film televisivo per Un tram che si chiama desiderio
  - 1998 – Candidatura per la migliore attrice in un film drammatico per Segreti
  - 2004 – Candidatura per la migliore attrice in una miniserie o film televisivo per Normal
  - 2009 – Candidatura per la migliore attrice in una miniserie o film televisivo per Grey Gardens - Dive per sempre
  - 2012 – Migliore attrice non protagonista in una miniserie o film televisivo per American Horror Story
  - 2013 – Candidatura per la migliore attrice in una miniserie o film televisivo per American Horror Story: Asylum
  - 2014 – Candidatura per la migliore attrice in una miniserie o film televisivo per American Horror Story: Coven
  - 2015 – Candidatura per la migliore attrice in una miniserie o film televisivo per American Horror Story: Freak Show
- BAFTA
  - 1983 – Candidatura per la migliore attrice per Tootsie
- Premio Emmy
  - 1996 – Candidatura per la migliore attrice in una miniserie o film televisivo per Un tram che si chiama Desiderio
  - 2004 – Candidatura per la migliore attrice in una miniserie o film televisivo per Normal
  - 2009 – Migliore attrice in una miniserie o film televisivo per Grey Gardens – Dive per sempre
  - 2012 – Migliore attrice non protagonista in una miniserie o film televisivo per American Horror Story
  - 2013 – Candidatura per la migliore attrice in una miniserie o film televisivo per American Horror Story: Asylum
  - 2014 – Migliore attrice in una miniserie o film televisivo per American Horror Story: Coven
  - 2015 – Candidatura per la migliore attrice in una miniserie o film televisivo per American Horror Story: Freak Show
  - 2019 – Candidatura per la miglior guest star  in una serie drammatica per American Horror Story: Apocalypse
- Screen Actors Guild Award
  - 1994 – Candidatura per la miglior attrice per Blue Sky
  - 2009 – Candidatura per la migliore attrice in una miniserie o film per la televisione per Grey Gardens
  - 2011 – Migliore attrice in una serie drammatica per American Horror Story
  - 2012 – Candidatura per la migliore attrice in una serie drammatica per American Horror Story: Asylum
  - 2013 – Candidatura per la migliore attrice in una serie drammatica per American Horror Story: Coven
- Tony Award
  - 2016 – Migliore attrice in un'opera teatrale per Il lungo viaggio verso la notte
  - 2024 – Candidatura per la migliore attrice in un'opera teatrale per Mother Play

## Doppiatrici italiane
Nelle versioni in italiano delle opere in cui ha recitato, Jessica Lange è stata doppiata da:
- Vittoria Febbi in King Kong, Frances, Sweet Dreams, Cape Fear - Il promontorio della paura, La notte e la città, Blue Sky, Segreti, La cugina Bette, Broken Flowers
- Angiola Baggi in Music Box - Prova d'accusa, Non bussare alla mia porta, The Politician
- Micaela Esdra in Big Fish - Le storie di una vita incredibile, American Horror Story, Feud
- Emanuela Rossi in All That Jazz - Lo spettacolo continua, Tootsie
- Rossella Izzo in Country, Rob Roy
- Roberta Greganti in Crimini del cuore, Un tram che si chiama Desiderio
- Daniela Nobili in Lontano da Isaiah, Grey Gardens - Dive per sempre
- Melina Martello in Titus, Quel che resta di mio marito
- Simona Izzo in Il postino suona sempre due volte
- Alessandra Korompay in Far North, estremo Nord
- Pinella Dragani in Un amore, una vita
- Serena Verdirosi in Obsession
- Marina Thovez in Prozac Nation
- Maddalena Vadacca in Masked and Anonymous
- Anna Rita Pasanisi in Sybil
- Isabella Pasanisi in Neverwas - La favola che non c'è
- Paila Pavese in La memoria del cuore
- Barbara Castracane in The Gambler
- Gabriella Pochini in Detective Marlowe